# Hudiksvall
Hudiksvall è una città della Svezia, capoluogo del comune omonimo, nella contea di Gävleborg. Ha una popolazione di 14 850 abitanti. Il suo Liceo Bromangymnasiet è meta di scambio culturale e linguistico con il Liceo Vallisneri di Lucca.